# Hyrrokkin (satèl·lit)
Hyrrokkin, també conegut com a Saturn XLIV (designació provisional S/2004 S 19), és un satèl·lit natural de Saturn. El seu descobriment va ser anunciat per Scott S. Sheppard, David C. Jewitt, Jan Kleyna i Brian G. Marsden el 26 de juny de 2006 a partir d'observacions fetes entre el 12 de desembre de 2004 i el 30 d'abril de 2006.
Hyrrokkin té prop de 8 quilòmetres de diàmetre i orbita Saturn en una distància mitjana de 18,168.3 Mm en 914,292 dies, amb una inclinació de 153,3° respecte a l'eclíptica (154,3° respecte a l'equador de Saturn), en direcció retrògrada i amb una excentricitat de 0,3604.
Va ser anomenat l'abril de 2007 com Hyrrokkin, un gegant de la mitologia nòrdica.